# Járabánya község
Járabánya község (románul: Comuna Băișoara) község Kolozs megyében, Romániában. Központja Járabánya, beosztott falvai Asszonyfalvahavas, Bányahavas, Bikalathavas , Frăsinet, Felsőfülehavas, Havastelep, Havasasszonyfalva, Moara de Pădure.

## Fekvése
Kolozs megye délnyugati részén helyezkedik el, Fehér megye határában. Szomszádos községek délkeleten Alsójára, északkeleten Csürülye, északon Tordaszentlászló, északnyugaton Járavize, délen Alsójára és Podsága. Tordától 30, Kolozsvártól 35 kilométerre található.

## Népessége
A 2011-es népszámlálás adatai alapján a község népessége 1940 fő volt, ami csökkenést jelent a 2002-ben feljegyzett 2330 főhöz képest. A lakosság túlnyomó többsége román (93,66%), mellettük roma kisebbség is él a község területén (2,32%). Vallási hovatartozás szempontjából a lakosság többsége ortodox (92,78%), emellett jelen vannak a baptisták (1,24%) és görögkatolikusok is (1,03%).

## Nevezetességei
A romániai műemlékek jegyzékében a Magyarléta határában álló Léta vára Havasasszonyfalvánál szerepel a CJ-II-m-B-07746 sorszámon.